# 佩永
佩永（法語：Peillon，法語發音：[pɛjɔ̃]）是法国滨海阿尔卑斯省的一个市镇，位于该省中南部偏东，属于尼斯区。

## 地理
佩永（43°46'7"N, 7°22'2"E）面积8.7 平方千米，位于法国普罗旺斯-阿尔卑斯-蓝色海岸大区滨海阿尔卑斯省，该省份为法国东南部沿海省份，南濒地中海，西南至瓦尔省，西北接上普罗旺斯阿尔卑斯省，北部和东部与意大利接壤。
与佩永接壤的市镇（或旧市镇、城区）包括：布洛萨斯克、德拉普、佩耶、拉特里尼泰。

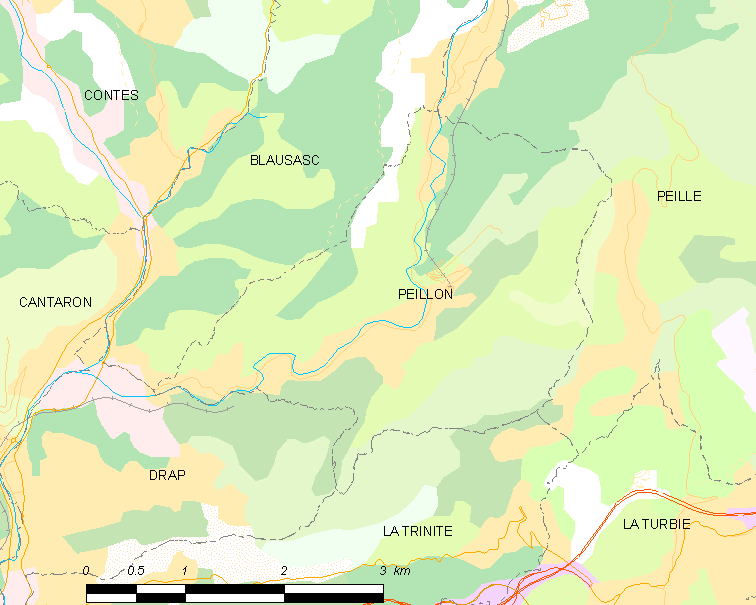
佩永的OSM定位图

佩永的时区为UTC+01:00、UTC+02:00（夏令时）。

## 行政
佩永的邮政编码为06440，INSEE市镇编码为06092。

## 政治
佩永所属的省级选区为孔特县。

## 人口

1962-2008年间佩永人口变化图示

佩永于2022年1月1日时的人口数量为1427人。